# Heldere reus
Een heldere reus is een ster die volgens de spectraalclassificatie van Yerkes behoort tot categorie II. Tot deze categorie behoren over het algemeen reuzensterren (categorie III) met een uitzonderlijk sterke lichtkracht die echter niet helder en massarijk genoeg zijn om tot de superreuzen (categorie I) te behoren.

## Voorbeelden
| Naam       | Spectraalklasse | Kleur     |
| ---------- | --------------- | --------- |
| Adharaz    | B               | blauw-wit |
| Sargas     | F               | geel-wit  |
| Alphard    | K               | oranje    |
| Rasalgethi | M               | rood      |